# Vojtěch Babenberský
Vojtěch Babenberský zvaný Vítězný (německy Adalbert der Siegreiche, 985? – 26. května 1055, Melk) byl hrabě ze Schweinachgau a z Künziggau a posléze rakouský markrabě. Pro svůj diplomatický um získal pověst velkého politického stratéga, Ota z Freisingu jeho osobou začíná svou Babenberskou kroniku.

## Život
Narodil se jako poslední syn markraběte Leopolda I. a Richardis ze Sualafeldgau. Roku 1018 po smrti staršího bezdětného bratra Jindřicha získal markraběcí titul. Jeho druhou chotí se stala Frozza, dcera benátského dóžete Oty Orseola. Frowizin bratr Petr Orseolo se roku 1038 stal králem Uherska a v následujících letech svou politikou proti sobě poštval císaře, místní magnáty a královnu vdovu. Roku 1041 jej ze země vyhnali a Petr našel azyl na Vojtěchově dvoře.
Na podzim 1041 se konal říšský sněm, kde se Petr Orseolo podal císaři stejně jako český kníže Břetislav I., jeho dosavadní spojenec, kterému Vojtěchův syn Leopold obsadil blíže nespecifikovanou pevnost v pomezí. Všichni zúčastnění se společně pak rozhodli k úderu proti novému uherskému králi Samuelovi, který v tutéž dobu nečekaně zaútočil na Vojtěchovu Východní marku. Vojtěch společně se synem Leopoldem útok odrazil. Boje o Uhry pokračovaly s přestávkami až do roku 1044, kdy se Petr Orseolo se vrátil na čas zpět na uherský trůn.
Markrabě Vojtěch v prosinci roku 1043 přišel o syna Leopolda, velkého hrdinu uherských válek. Roku 1050 se podílel na výstavbě opevnění rozbořeného Hainburgu a když roku 1055 umíral, patřili Babenberkové k nejmocnějším rodům v tehdejším Bavorsku. Jeho nástupcem se stal druhorozený syn Arnošt, který pokračoval v tradičním spojenectví s císařským dvorem.